# Pichat
Pichat is een chatdienst en protocol dat wordt gebruikt voor communicatie in een P2P-netwerk. Het is een online dienst waardoor enkel een moderne webbrowser benodigd is. Ook is het mogelijk om via telnetsoftware te chatten. Het standaard poortnummer van de server is 9009/TCP.
Mark Seuffert publiceerde het eerste Pichat-software in 2002. Het werd significant beïnvloed door een chatprogramma's zoals IRC en ICQ. Een webinterface werd toegevoegd in 2004 op basis van een eerder prototype uit 1998. De chat is geschreven in de programmeertaal C++. Nieuwe functionaliteit en plug-ins zijn nu ontwikkeld in samenwerking met David Fehrmann. Pichat wordt meestal gebruikt in Europa.